# Shongopovi, Arizona
Shongopovi je naseljeno područje za statističke svrhe u američkoj saveznoj državi Arizona. Prema popisu stanovništva iz 2010. u njemu je živjelo 831 stanovnika.